# 張旭

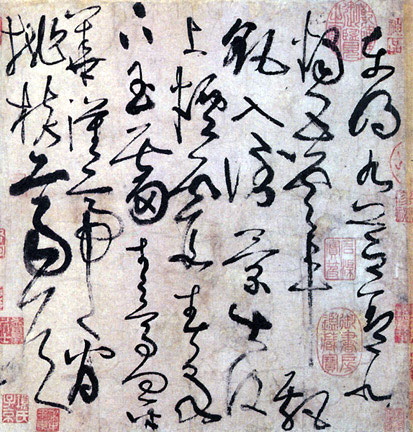
古诗四帖

張旭（685年—759年），字伯高，吳郡吳縣（今江蘇省苏州市）人，唐朝中期書法家，唐朝開元年間官至常熟尉，後又為金吾長史，世稱「張長史」。工於書法，有「草聖」之稱。

## 生平
生卒年不詳。《新唐书》有张旭的事迹，附於《李白传》之後。張旭的書法，初學陸彥遠（陸柬之之子）。張旭曾在朝廷任職，在長安及上京當官，並與顏真卿及杜甫相識。
張旭以豪飲而知名。在杜甫的詩作「飲中八仙歌」裡，張旭亦是其中一位被描寫的人物之一，與其他人被稱為「飲中八仙」。張旭以書法中最為奔放自由的草書聞名，據《新唐書》記載，張旭喜歡在酒醉之後書寫作品，稱之為「狂草」。他的書法多以奇形怪狀、粗細對比誇張、以及充滿情感的線條相連，在《舊唐書》中讚譽為「變化無窮、若有神助」。張旭草書與李白诗，還有裴旻舞剑被稱為三絕。然而張旭並非只寫草書，他是唐朝另一個知名書法家陸柬之的外孫，對於楷書、國畫等也相當精通。相傳他的狂草來自觀看公孫大娘及其弟子練劍時的姿態而得到靈感。
在張旭之前，書法界一直奉王羲之及王獻之為規範，然而張旭的書法卻打破了這個常規，為書法界帶來旋風式的改革。杜甫在《八仙歌》中写道：“张旭三杯草圣传，脱帽露顶王公前，挥毫落纸如云烟。”有說李陽冰是他的弟子，此說沒有確證。但崔邈與顏真卿確實是张旭弟子，真卿本人在《张长史十二意笔法记》也提到自己跟随张旭学习笔法。邬彤亦曾为张旭弟子。

## 作品
唐朝留有不少關於張旭的記載，其中最廣為人知的是他在酒後靈感來時，甚至於會激動到用頭髮書寫作品。張旭的傳世作品有《古詩四帖》、《千字文》、《郎官石柱記》、《悲清秋賦》、《自言帖》、《肚痛帖》等等。其中《古詩四帖》的內容包括了詩人庾信的《步虛詞》二首，詩人謝靈運的兩首詩：《王子晉贊》、《岩下一老公、四五少年贊》，共40行。高28.8厘米，寬192.3厘米、寫在五色紙上。現藏中國遼寧省博物館。他的作品在曾得到唐文宗李昂的喜愛、列為「三絕」之一。

當時唐朝還有另一位較年輕的、同樣擅於草書的書法家懷素，也喜於醉後書寫作品，與他有「顛張醉素」的俗稱流傳於世。